# Australian Open 1993
Die Australian Open 1993 fanden vom 18. bis 31. Januar 1993 in Melbourne statt. Es handelte sich um die 81. Auflage des Grand-Slam-Turniers in Australien.
Titelverteidiger im Einzel waren Jim Courier bei den Herren sowie Monica Seles bei den Damen. Im Herrendoppel waren dies Todd Woodbridge und Mark Woodforde, im Damendoppel Arantxa Sánchez Vicario und Helena Suková und im Mixed Nicole Provis und Mark Woodforde.

## Herreneinzel

### Setzliste
| Nr. | Spieler          | Erreichte Runde |
| --- | ---------------- | --------------- |
| 01. | Jim Courier      | Sieg            |
| 02. | Stefan Edberg    | Finale          |
| 03. | Pete Sampras     | Halbfinale      |
| 04. | Boris Becker     | 1. Runde        |
| 05. | Goran Ivanišević | Rückzug         |
| 06. | Michael Chang    | 2. Runde        |
| 07. | Petr Korda       | Viertelfinale   |
| 08. | Ivan Lendl       | 1. Runde        |

| Nr. | Spieler            | Erreichte Runde |
| --- | ------------------ | --------------- |
| 09. | Richard Krajicek   | 2. Runde        |
| 10. | Wayne Ferreira     | Achtelfinale    |
| 11. | Guy Forget         | Viertelfinale   |
| 12. | Carlos Costa       | 3. Runde        |
| 13. | MaliVai Washington | Achtelfinale    |
| 14. | Michael Stich      | Halbfinale      |
| 15. | Sergi Bruguera     | Achtelfinale    |
| 16. | Alexander Wolkow   | 3. Runde        |

## Dameneinzel

### Setzliste
| Nr. | Spielerin               | Erreichte Runde |
| --- | ----------------------- | --------------- |
| 01. | Monica Seles            | Sieg            |
| 02. | Steffi Graf             | Finale          |
| 03. | Gabriela Sabatini       | Halbfinale      |
| 04. | Arantxa Sánchez Vicario | Halbfinale      |
| 05. | Mary Joe Fernández      | Viertelfinale   |
| 06. | Conchita Martínez       | Achtelfinale    |
| 07. | Jennifer Capriati       | Viertelfinale   |
| 08. | Jana Novotná            | 2. Runde        |

| Nr. | Spielerin                 | Erreichte Runde |
| --- | ------------------------- | --------------- |
| 09. | Manuela Maleeva-Fragnière | Achtelfinale    |
| 10. | Mary Pierce               | Viertelfinale   |
| 11. | Anke Huber                | Achtelfinale    |
| 12. | Lori McNeil               | 2. Runde        |
| 13. | Nathalie Tauziat          | Achtelfinale    |
| 14. | Katerina Maleewa          | Achtelfinale    |
| 15. | Magdalena Maleewa         | Achtelfinale    |
| 16. | Zina Garrison-Jackson     | 3. Runde        |

## Herrendoppel

### Setzliste
| Nr. | Paarung                        | Erreichte Runde |
| --- | ------------------------------ | --------------- |
| 01. | Todd Woodbridge Mark Woodforde | 1. Runde        |
| 02. | Jim Grabb Richey Reneberg      | Viertelfinale   |
| 03. | Kelly Jones Rick Leach         | 2. Runde        |
| 04. | John Fitzgerald Anders Järryd  | Finale          |
| 05. | Tom Nijssen Cyril Suk          | 2. Runde        |
| 06. | Steve DeVries David Macpherson | Achtelfinale    |
| 07. | Patrick McEnroe Jonathan Stark | Achtelfinale    |
| 08. | Mark Kratzmann Wally Masur     | Halbfinale      |

| Nr. | Paarung                             | Erreichte Runde |
| --- | ----------------------------------- | --------------- |
| 09. | Grant Connell Patrick Galbraith     | 2. Runde        |
| 10. | Danie Visser Laurie Warder          | Sieg            |
| 11. | Sergio Casal Emilio Sánchez Vicario | 2. Runde        |
| 12. | David Adams Andrei Olchowski        | 1. Runde        |
| 13. | Jacco Eltingh Paul Haarhuis         | Achtelfinale    |
| 14. | Wayne Ferreira Piet Norval          | Achtelfinale    |
| 15. | Hendrik Jan Davids Libor Pimek      | 2. Runde        |
| 16. | Kent Kinnear Sven Salumaa           | Achtelfinale    |

## Damendoppel

### Setzliste
| Nr. | Paarung                                   | Erreichte Runde |
| --- | ----------------------------------------- | --------------- |
| 01. | Gigi Fernández Natallja Swerawa           | Sieg            |
| 02. | Larisa Neiland Jana Novotná               | Viertelfinale   |
| 03. | Conchita Martínez Arantxa Sánchez-Vicario | Viertelfinale   |
| 04. | Mary Joe Fernández Zina Garrison-Jackson  | Viertelfinale   |
| 05. | Lori McNeil Rennae Stubbs                 | Viertelfinale   |
| 06. | Jill Hetherington Kathy Rinaldi           | Halbfinale      |
| 07. | Katrina Adams Manon Bollegraf             | Achtelfinale    |
| 08. | Patty Fendick Andrea Strnadová            | Halbfinale      |

| Nr. | Paarung                                    | Erreichte Runde |
| --- | ------------------------------------------ | --------------- |
| 09. | Nicole Provis Elna Reinach                 | 1. Runde        |
| 10. | Pam Shriver Elizabeth Smylie               | Finale          |
| 11. | Rachel McQuillan Claudia Porwik            | 2. Runde        |
| 12. | Sandy Collins Mary Pierce                  | 1. Runde        |
| 13. | Rosalyn Fairbank-Nideffer Julie Richardson | Achtelfinale    |
| 14. | Sabine Appelmans Isabelle Demongeot        | 1. Runde        |
| 15. | Florencia Labat Patricia Tarabini          | Achtelfinale    |
| 16. | Katerina Maleewa Nathalie Tauziat          | Achtelfinale    |

## Mixed

### Setzliste
| Nr. | Paarung                                 | Erreichte Runde |
| --- | --------------------------------------- | --------------- |
| 01. | Todd Woodbridge Arantxa Sánchez Vicario | Sieg            |
| 02. | Kelly Jones Natallja Swerawa            | Halbfinale      |
| 03. | Rick Leach Zina Garrison                | Finale          |
| 04. | Cyril Suk Larisa Neiland                | 1. Runde        |

| Nr. | Paarung                        | Erreichte Runde |
| --- | ------------------------------ | --------------- |
| 05. | Mark Woodforde Nicole Provis   | Achtelfinale    |
| 06. | Danie Visser Stephanie Rehe    | Achtelfinale    |
| 07. | Patrick Galbraith Elna Reinach | 1. Runde        |
| 08. | Steve DeVries Patty Fendick    | 1. Runde        |

## Junioreneinzel

### Setzliste
| Nr. | Spieler         | Erreichte Runde |
| --- | --------------- | --------------- |
| 01. | David Škoch     | Achtelfinale    |
| 02. | Christian Vinck | Achtelfinale    |
| 03. | Lars Rehmann    | Achtelfinale    |
| 04. | Magnus Norman   | 1. Runde        |
| 05. | Daniele Ceraudo | 1. Runde        |
| 06. | Suwandi Suwandi | 1. Runde        |
| 07. | Jimmy Jackson   | 2. Runde        |
| 08. | Grégory Carraz  | Achtelfinale    |

| Nr. | Spieler            | Erreichte Runde |
| --- | ------------------ | --------------- |
| 09. | Nicolas Escudé     | Achtelfinale    |
| 10. | Giorgio Galimberti | 2. Runde        |
| 11. | Christian Tambue   | 1. Runde        |
| 12. | Edward Jacques     | 1. Runde        |
| 13. | Ben Ellwood        | Viertelfinale   |
| 14. | Allen Belobrajdic  | 2. Runde        |
| 15. | Andrew Ilie        | Viertelfinale   |
| 16. | Jay Salter         | Viertelfinale   |

## Juniorendoppel

### Setzliste
| Nr. | Paarung                        | Erreichte Runde |
| --- | ------------------------------ | --------------- |
| 01. | James Baily Jamie Delgado      | 1. Runde        |
| 02. | Steven Downs James Greenhalgh  | Viertelfinale   |
| 03. | Andrew Ilie Mark Philippoussis | Achtelfinale    |
| 04. | Ben Ellwood Ashley Fisher      | Viertelfinale   |

| Nr. | Paarung                       | Erreichte Runde |
| --- | ----------------------------- | --------------- |
| 05. | Lars Rehmann Christian Tambue | Sieg            |
| 06. | Toby Mitchell Grant Silcock   | 1. Runde        |
| 07. | Allen Belobrajdic Chris Steel | 1. Runde        |
| 08. | Fredrik Bergh Magnus Norman   | Achtelfinale    |

## Juniorinneneinzel

### Setzliste
| Nr. | Spielerin          | Erreichte Runde |
| --- | ------------------ | --------------- |
| 01. | Cătălina Cristea   | Viertelfinale   |
| 02. | Ludmila Richterová | Achtelfinale    |
| 03. | Anna Smaschnowa    | Halbfinale      |
| 04. | Åsa Carlsson       | Halbfinale      |
| 05. | Madoka Kuki        | Viertelfinale   |
| 06. | Karin Miller       | Viertelfinale   |
| 07. | Heike Rusch        | Sieg            |
| 08. | Andrea Glass       | Finale          |

| Nr. | Spielerin      | Erreichte Runde |
| --- | -------------- | --------------- |
| 09. | Meilen Tu      | Achtelfinale    |
| 10. | Joana Manta    | 1. Runde        |
| 11. | Paola Tampieri | Achtelfinale    |
| 12. | Amanda Basica  | 2. Runde        |
| 13. |                |                 |
| 14. | Angie Marik    | Achtelfinale    |
| 15. | Yuka Yoshida   | 2. Runde        |
| 16. | Jeon Mi-ra     | Achtelfinale    |

## Juniorinnendoppel

### Setzliste
| Nr. | Paarung                        | Erreichte Runde |
| --- | ------------------------------ | --------------- |
| 01. | Joana Manta Ludmila Richterová | Sieg            |
| 02. | Karen Anderson Melanie Kay     | Halbfinale      |
| 03. | Åsa Carlsson Cătălina Cristea  | Finale          |
| 04. | Jane Brown Natalie Frawley     | Halbfinale      |

| Nr. | Paarung                            | Erreichte Runde |
| --- | ---------------------------------- | --------------- |
| 05. | Amanda Basica Janet Lee            | Achtelfinale    |
| 06. | Karin Miller Meilen Tu             | Achtelfinale    |
| 07. | Siobhan Drake-Brockman Angie Marik | 1. Runde        |
| 08. | Anna Smaschnowa Yuka Yoshida       | 1. Runde        |